# Семеро сміливих
«Семеро сміливих» — радянський чорно-білий художній фільм, поставлений на кіностудії «Ленфільм» 1936 році режисером Сергієм Герасимовим. Фільм присвячений Х з'їзду ВЛКСМ. Прем'єра фільму в СРСР відбулася 4 березня 1936 року.

## Сюжет
У засніжену Арктику на зимівлю прибувають шість дослідників. Пароплав уже пішов і при розпакуванні вантажу зимівники виявляють арктичного «зайця» — Петра Молибогу (Петро Алейников). Мужніх зимівників стає семеро.

## У ролях
- Микола Боголюбов —  начальник зимівлі Ілля Лєтніков
- Тамара Макарова —  лікар Женя Охріменко
- Іван Новосельцев —  льотчик, Богун
- Олег Жаков —  радист, Курт Шефер
- Андрій Апсолон —  метеоролог, Ося Корфункель
- Іван Кузнецов —  моторист, Саша Рибников
- Петро Алейников —  кухар, Молибога

## Знімальна група
- Сценарій — Юрій Герман, Сергій Герасимов
- Режисер — Сергій Герасимов
- Режисер-художник — Анатолій Босулаєв
- Директор виробництва — Ігор Черняк
- Композитор — Венедикт Пушков
- Оператор — Євген Величко
- Звукооператори — Арнольд Шаргородський, Л. Шапіро
- Художник — Василь Семенов
- Режисер-монтажер — Михайло Шапіро
- Асистенти — М. Алексєєв, А. Голишев (режисера)
- Консультанти Всесоюзного Арктичного інституту — М. Єрмолаєв, К. Званцев